# Monte Ascensione
Il monte Ascensione (o montagna dell'Ascensione; L'Ascenziò in dialetto ascolano) è un rilievo di 1.110 m di altitudine del subappennino marchigiano, situato interamente in provincia di Ascoli Piceno. Si eleva a cavallo delle valli del Tronto e del Tesino, fiume che origina poco a nord nei pressi di Force. Il profilo dell'Ascensione ha un aspetto frastagliato che suggerisce diverse figure: a seconda del punto di osservazione può ricordare la bella addormentata o il profilo di Cecco d'Ascoli, eretico e avversario di Dante Alighieri. Le vedute da est nord est e da ovest sud ovest sono perfettamente speculari.
L'area di questa montagna è amministrativamente divisa tra vari territori comunali, quali: Ascoli, a sud; Appignano del Tronto a sud-est; Castignano a nord-est; Rotella a nord; Force a nord-ovest, Palmiano e Venarotta a ovest.

## Descrizione
Il monte Ascensione è un rilievo che spicca tra le colline a nord di Ascoli Piceno, essendo isolato rispetto alle altre montagne. Dalla vetta del monte si scorge un ampio panorama che spazia dai monti Sibillini al Gran Sasso e alla Maiella, fino al mare Adriatico. L'Ascensione è inoltre una postazione strategica per la diffusione dei segnali radiotelevisivi. Vi sono infatti diversi ripetitori di emittenti pubbliche e private, situati nel comune di Ascoli Piceno.

### Corsi d'acqua
Dall'Ascensione nascono diversi corsi d'acqua:
- Il Chiaro: torrente che scorre verso sud fino a sfociare nel Tronto, presso il rione ascolano di Santa Chiara (o Borgo Chiaro).
- Il Bretta: torrente che sfocia nel Tronto dopo aver passato Ripaberarda, Appignano del Tronto e le frazioni ascolane di Poggio di Bretta e Brecciarolo.
- Il Chifente: torrente che nasce nel versante orientale del monte e che sfocia nel Tronto in comune di Castel di Lama.
- Il fiume Tesino: che nasce nel versante settentrionale e scorre verso est fino a sfociare nel mare Adriatico.

### Ambiente
La montagna è ricoperta da una fitta vegetazione che la rende una zona di protezione speciale. La sua superficie è divisa in due aree floristiche protette:
- Area floristica monte Ascensione I - Si estende all'interno del territorio appartenente ai comuni di Ascoli Piceno e Rotella coprendo un'ampiezza di oltre 11 ettari. Comprende la zona sommitale del monte (non la cima) e la Rupe di Santa Polisia. La rupe che porta il nome della santa si trova nella parte alta del rilievo, a 1098 m di altitudine, di poco al di sotto della vetta e, con le sue rocce, si getta a strapiombo sui boschi sottostanti con un dislivello di circa 150 m.[6] La vegetazione che ricopre quest'area floristica è costituita da specie arboree tipicamente montane, come: bosco ceduo, orniello, carpino, acero, sorbo degli uccellatori, leccio, faggio e zone pascolive alternate ed affioramenti rocciosi. Negli spazi prativi cresce una numerosa varietà di fiori, quali: la stellina odorosa dai fiori bianchi, la laureola, la mercorella, l'erba trinità, il giglio rosso di san Giovanni, l'aquilegia e la belladonna. Nelle zone di spaccatura e fenditura del terreno si trovano la lettiera e il bucaneve.[7][8][9]
- Area floristica monte Ascensione II - Il territorio è interamente di competenza all'amministrazione comunale di Rotella e si estende per 28 ettari lungo il versante nord, nord-ovest del rilievo, detto la "Costa di San Benedetto". Si tratta prevalentemente di un suolo argilloso, a tratti arenaceo con poche rocciosità. La realtà boschiva è principalmente costituita da piante di castagno governato a bosco ceduo, fruibile per ricavare legname d'opera e frutti.[9] Il sottobosco si arricchisce della crescita di piante arbustive ed erbacee come l'erica, il ligustro, il litospermo, la laureola, la fusaggine, la dentaria a nove foglie e la dentaria bulbifera. Tra le piante liliacee si annoverano: la scilla, il sigillo di Salomone, il latte della gallina, il pungitopo, il senecio, la panace, l'epilobio montano. Vi cresce anche l'orchide maggiore con fiori bianchi macchiati di rosso.[10]

### La Festa dell'Ascensione
È tradizione del territorio ascolano compiere pellegrinaggi nel Monte, in occasione della Festa dell'Ascensione, festività (presente anche in molte altre zone d'Italia) correlata ad antichi riti di purificazione legati all'acqua. Oggi tale celebrazione persiste, e consiste nel fare una processione dal paese di Polesio fino alla chiesa della Madonna dell'Ascensione, situata alla sommità del monte.

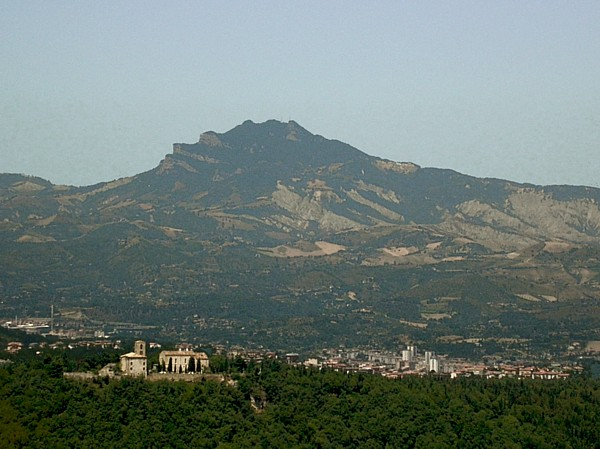
Profilo meridionale dell'Ascensione: si intravede il quartiere Monticelli di Ascoli Piceno.

## Geografia Antropica
A ridosso dell'Ascensione si trovano frazioni e centri abitati (alcuni di essi un tempo fortificazioni) appartenenti ai vari comuni che hanno competenza di giurisdizione amministrativa sul monte.
Nella parte sotto l'amministrazione del comune di Ascoli Piceno:
- Montadamo
- Polesio
- Porchiano dell'Ascensione
- Venagrande
- altre frazioni minori (Casalena, Cignano, Colonnata, Morignano, Trivigliano-Villa Pagani, Venapiccola)

Nella parte sotto l'amministrazione del comune di Rotella:
- Capradosso
- Castel di Croce
- Poggio Canoso

Nella parte sotto l'amministrazione del comune di Venarotta:
- Cerreto
- Monsampietro

Nella parte sotto l'amministrazione del comune di Appignano del Tronto:
- Appignano del Tronto

Nella parte sotto l'amministrazione del comune di Castignano:
- Ripaberarda

Nella parte sotto l'amministrazione del comune di Force:
- Montemoro

Nella parte sotto l'amministrazione del comune di Palmiano:
- Castel San Pietro

Tutti i comuni sopra citati rientrano nell'area del Parco dei Calanchi e Monte Ascensione, un'area geografica circoscritta al Monte Ascensione, che si caratterizza per la presenza imponente del monte e per la formazione di fenomeni geomorfologici di erosione del terreno definiti calanchi. Le finalità del Parco dei Calanchi e del Monte Ascensione sono la valorizzazione dell'area e delle sue peculiarità ambientli e culturali. 
È un territorio fortemente colpito dal terremoto del 2016 e 2017. Infatti tutti i comuni facente parte del area Parco dei Calanchi e del Monte Ascensione sono nella lista dei "Comuni del cratere" .    

## Oronimo
Questa montagna, nel corso del tempo, è stata identificata con tre diverse denominazioni.

### Monte Nero
Questo nome è stato il primo oronimo con cui è stato denominato il rilievo. Il termine "nero" era probabilmente riconducibile alla presenza di una ricca e folta vegetazione boschiva, costituita da lecci e castagni, che ne ricopriva il versante settentrionale, conferendo alle pareti un colore più scuro di quello delle colline che le circondano ed un «aspetto oscuro e misterioso». Un'altra interpretazione vuole che si faccia riferimento alla parola greca "nerèin", che significa acqua, da collegare alla presenza delle sorgenti che si trovano alle falde della montagna.

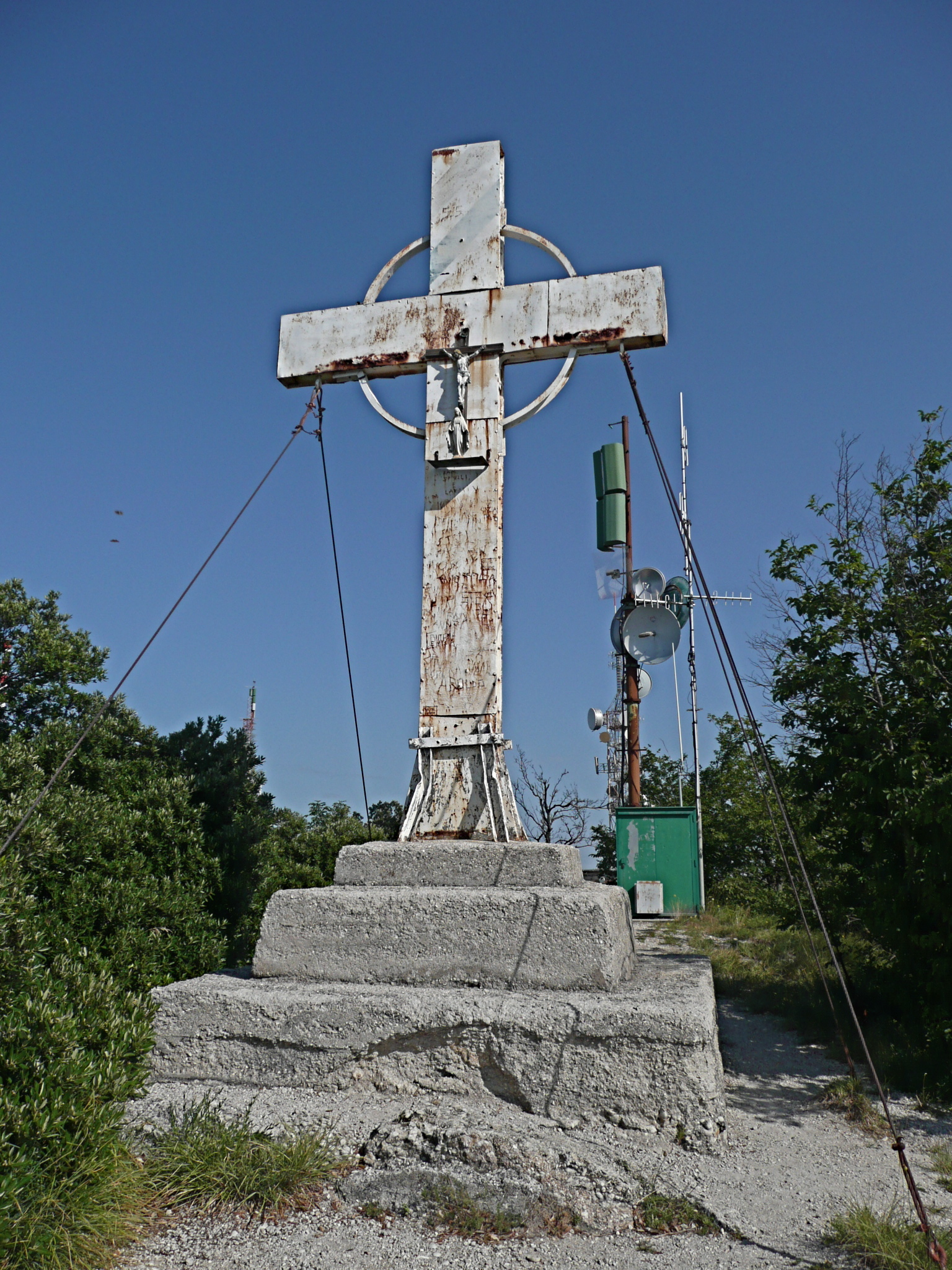
Croce sul Monte Ascensione

### Monte Polesio
Monte Polesio - (Mëndagna dë Pëliesce, in dialetto ascolano) - La denominazione «Montis Polesii» o «Polexii» si rileva citata in documenti che recano date del XII e del XIII secolo. Al fine di trovare l'origine di questo oronimo vi sono varie interpretazioni che giustifichino l'attribuzione del nome Polesio a questa montagna. Potrebbe derivare dal lemma arcaico "pol": parola che definisce un monte, oppure dal termine "polo" diffusamente impiegato nelle zone dell'Italia centrale per indicare un rilievo. Un'ulteriore interpretazione riconduce al vocabolo latino "paulus", che vuol dire piccolo, ma che nei tempi passati individuava il cippo di legno che i proseliti di riti naturalistici fissavano sulla cima delle montagne. Bartolomeo Palucci, storico e religioso ascolano, individua l'origine del nome Polesio (Pëliesce) nella deformazione fonetica del lemma greco "pelex" che significa cresta frastagliata, descrizione che corrisponderebbe alla morfologia del rilievo che conta circa 10 punte. Giuseppe Speranza attribuisce l'origine del nome Polesio a quello della divinità umbra Esu, ricavando l'oronimo dalle parole "Pol" ed "Esu" ossia: il "monte di Esu", riferibile alla circostanza del popolo degli Umbri che pose assedio alla città di Ascoli e si stabilì con le sue basi logistiche presso le alture della montagna. Una leggenda vuole che il nome sia legato a quello di santa Polisia, figura leggendaria collocata nel III-IV secolo della storia ascolana. Si ritiene che la giovane donna fosse la figlia di Polimio, prefetto di Ascoli ai tempi di Diocleziano, convertita al cristianesimo e battezzata dal vescovo Emidio. Il padre, sdegnato per la conversione, la fece inseguire dai pretoriani per catturarla, ma la ragazza, riparando sulla montagna, fu miracolosamente inghiottita da una voragine che si aprì improvvisa. L'autore Quinto da Quintodecimo ritiene che fu allora che i cristiani cambiarono il nome monte Nero (Mons Nigris) in "monte Polisio" in onore della figlia del governatore. Da questa credenza è nata la consuetudine da parte dei pellegrini di portare un sasso, prelevato tra i ciottoli e la ghiaia del torrente Chiaro, e lasciarlo come omaggio alla santa sulla fenditura che l'avrebbe nascosta. In tempi passati era sovente vedere mucchi di pietre lungo il crepaccio. Si tramanda che Polisia non sia mai morta, ma che sia viva ancora oggi all'interno dell'Ascensione, in compagnia di una chioccia con i pulcini in oro, intenta a tessere ad un telaio, anch'esso d'oro. Sempre secondo la leggenda si ricorda che il rumore che si ascolta sporgendosi dalle rupi o poggiando l'orecchio sulle rocce della sommità del monte corrisponde a quello della navetta del pigolio dei pulcini e del telaio di santa Polisia, intenta a lavorare il tessuto per il suo «abito di nozze con il Divino Sposo».  Un'ulteriore ipotesi, probabilmente quella più vicina alla realtà, collega il nome del monte alla figura di Cintio Polesio,  uomo ascolano, che nel IX secolo elevò un castello alla base della rupe della montagna. È plausibile ipotizzare che il rilievo si chiamasse «Monte del Castello di Polesio».

### Monte Ascensione
La montagna ha preso questa denominazione dall'oratorio, dedicato all'Ascensione di Gesù in cielo e all'Assunzione in cielo di Maria, che il predicatore laico Meco del Sacco edificò sulla sommità del rilievo nel periodo medioevale. Alcuni autori ascolani tramandano che su questo monte vi fu elevato più di un luogo consacrato destinato alla preghiera, Gabriele Nepi ne contava sei, Giuseppe Fabiani ne aveva individuati due.